# Stephan Graf Vitzthum
Stephan Graf Vitzthum von Eckstädt (* 6. August 1940 in Breslau; † 1. September 2003 in Aachen) war ein deutscher Rechtsanwalt und Honorarprofessor.

## Leben
Stephan Graf Vitzthum stammte aus dem Adelsgeschlecht Vitzthum. Er war der Sohn von Wolfgang Graf Vitzthum und der Militärhistorikerin Ursula von Gersdorff. Sein Bruder ist der Rechtswissenschaftler Wolfgang Graf Vitzthum.
Graf Vitzthum war nach seinem Abitur zunächst Zeitsoldat, zuletzt als Oberleutnant zur See. Er studierte Rechts- und Staatswissenschaften in Berlin und Freiburg im Breisgau und war danach Assistent für öffentliches Recht und Rechtsphilosophie an den Universitäten Mannheim und Freiburg. Nach seiner ersten und zweiten juristischen Staatsprüfung wurde er 1970 mit der Arbeit „Linksliberale Politik und materiale Staatsrechtslehre. Albert Hänel 1833–1918“ an der Albert-Ludwigs-Universität Freiburg im Breisgau zum Dr. iur. promoviert. Die Dissertation wurde 1971 mit dem Wolf-Erich-Kellner-Preis ausgezeichnet. 
Seit 1972 war Graf Vitzthum zunächst wissenschaftlicher Mitarbeiter und Referent für deutsches und internationales Berg- und Energierecht bei der Wirtschaftsvereinigung Bergbau in Bonn. Von 1978 bis 1985 war er Syndikus des Eschweiler Bergwerks-Vereins, eines Bergbauunternehmens des Aachener Steinkohlenreviers.
Seit 1985 lehrte Graf Vitzthum in den Fächern Bergrecht, Arbeitsrecht und Sozialrecht an der RWTH Aachen. 1992 wurde er dort zum Honorarprofessor ernannt. Graf Vitzthum war Mitverfasser eines grundlegenden juristischen Kommentarwerks zum Bundesberggesetz (BBergG).
Stephan Graf Vitzthum war verheiratet mit Elisabeth Gräfin Tacoli; aus der Ehe stammen vier Kinder.

## Schriften
- Linksliberale Politik und materiale Staatsrechtslehre. Albert Hänel 1833–1918, Alber, Freiburg 1971, ISBN 978-3-495-47220-0 (zugleich: Diss., Jur. Fak. Univ. Freiburg im Breisgau).
- zusammen mit Reinhart Piens, Hans-Wolfgang Schulte: Bundesberggesetz (BBergG). Kommentar, Kohlhammer, Stuttgart, Berlin, Köln, Mainz 1983, ISBN 978-3-17-007505-4.